# Liste der Stolpersteine in Bad Freienwalde (Oder)

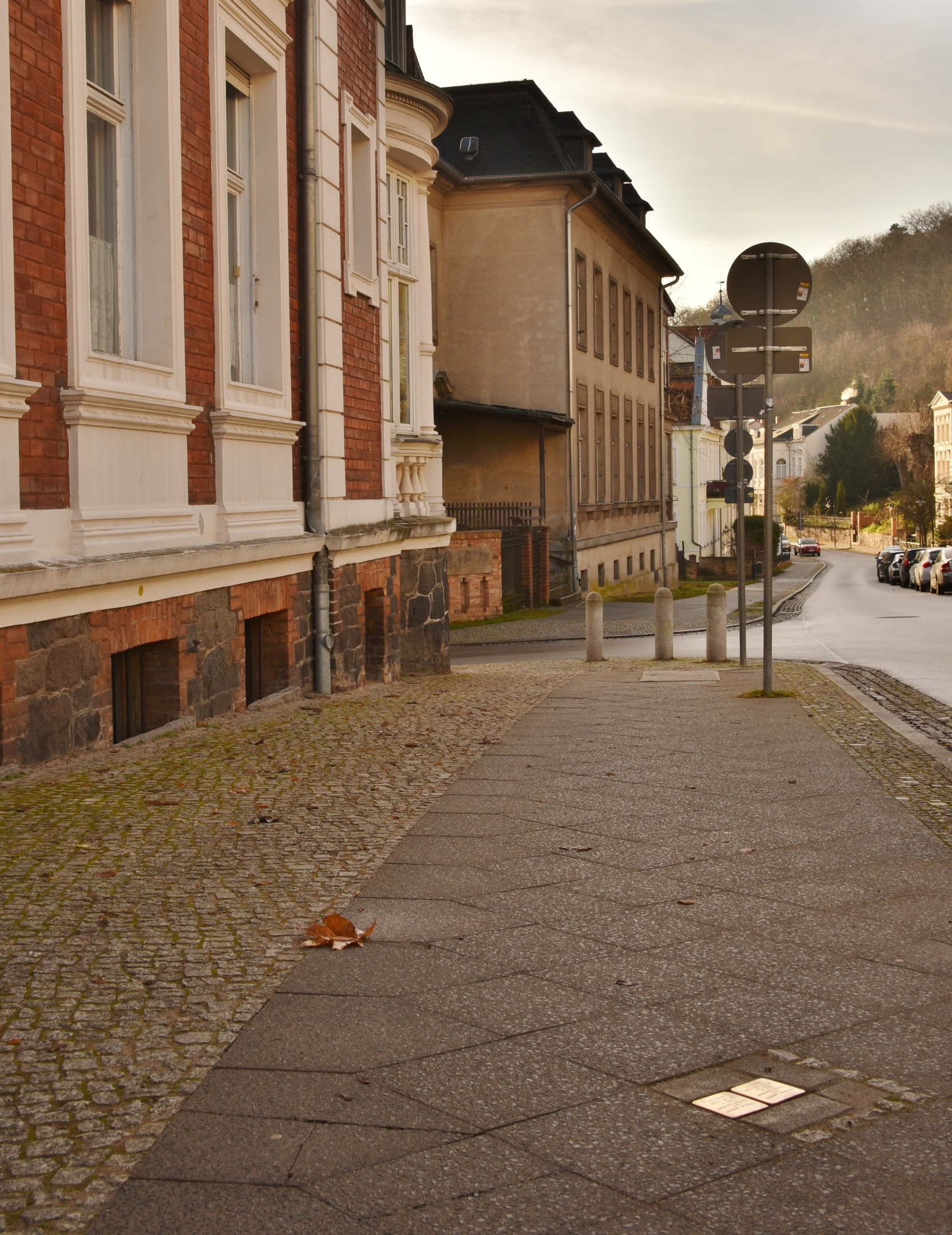
Stolpersteine in Bad Freienwalde

In der Liste der Stolpersteine in Bad Freienwalde (Oder) werden die vorhandenen Stolpersteine aufgeführt, die im Rahmen des Projektes des Künstlers Gunter Demnig in der brandenburgischen Stadt Bad Freienwalde (Oder) bisher verlegt worden sind.
Stolpersteine erinnern an das Schicksal der Menschen, die von den Nationalsozialisten ermordet, deportiert, vertrieben oder in den Suizid getrieben wurden. Die Stolpersteine werden in der Regel von Gunter Demnig vor dem letzten selbstgewählten Wohnsitz des Opfers verlegt.

## Stolpersteine
In Bad Freienwalde wurden bisher neun Stolpersteine an fünf Anschriften verlegt.
| Stolperstein | Inschrift | Verlegeort                     | Name, Leben |
| --- | --- | ------------------------------ | --- |
| weitere Bilder \| | HIER WOHNTE WOLF BILSKI JG. 1876 DEPORTIERT 26.10.1942 RIGA ERMORDET 29.10.1942                                                                       | Gesundbrunnenstraße 8 Standort | Wolf Bilski wurde am 29. September 1876 in Schildberg (Wartheland), Kreis Schildberg, Provinz Posen geboren. Er musste von Bad Freienwalde nach Berlin in die Kommandantenstraße 8 in Berlin-Mitte umziehen und als Beruf wird Kaufmann angegeben. Auf der Deportationsliste ist Michaelkirchstraße 27 in Berlin-Mitte als Wohnadresse genannt. Hildegard Henschel, Ehefrau des Vorsitzenden der Jüdischen Gemeinde in Berlin, beschrieb den Ablauf der Zugzusammenstellung. Der stellvertretende Leiter des »Judenreferats« der Berliner Gestapo in der Burgstraße am Hackeschen Markt, Kriminalsekretär Franz Prüfer, befahl dem Vorsteher der Jüdischen Gemeinde Berlin, dass jeder Mitarbeiter der Gemeinde am 20. Oktober um 8 Uhr in der Oranienburgerstraße 29 erscheinen müsse. Jeder Abteilungsleiter hatte eine Liste zu führen, in der er die Anzahl der von ihm beschäftigten Personen aufführte. Die Gestapo selektierte aus den angetretenen Angestellten die ausgewählten Juden für den Deportationszug. SS-Sturmbannführer Rolf Günther aus dem Eichmannreferat teilte der jüdischen Gemeinde mit, dass die ausgewählten Juden mit ihren Familien in Kürze deportiert werden würden. Die Ausgewählten mussten sich am 24. Oktober in der Sammelstelle für Deportationen in der Synagoge Levetzowstraße einfinden. Sie mussten dann am Abfahrtstag etwa drei Kilometer über die Jagowstraße, Alt-Moabit, Turmstraße, Perleberger Straße, Havelberger Straße und Quitzowstraße zum Güterbahnhof laufen. Der Deportationszug wurde aus 3. Klasse Personenwaggons zusammengestellt und eine Einheit der Berliner Schutzpolizei war als Transportbegleit- und Wacheinheit bis Riga eingeteilt worden. Aus Berlin (Güterbahnhof Moabit) wurde Wolf Bilski am 26. Oktober 1942 mit der Transportnummer 491 im 22. Osttransport nach Riga (Welle 35) über den Bahnhof Šķirotava nach Riga mit Ankunft 29. Oktober 1942 deportiert. Mit dem 22. Osttransport wurden Mitarbeiter der Jüdischen Gemeinde Berlins deportiert, um die Zahl der Angestellten schlagartig um ein Drittel zu reduzieren. Wolf Bilski wurde mit allen Insassen des Berliner Zuges (794 Personen) nach der Ankunft in Riga am 29.10.1942 ermordet. Die Deportierten aus Berlin wurden im Wald von Rumbula und im Wald von Biķernieki erschossen. |
| weitere Bilder \| | HIER WOHNTE HELENE BILSKI GEB. JAKOB JG. 1883 DEPORTIERT 26.10.1942 RIGA ERMORDET 29.10.1942                                                          | Gesundbrunnenstraße 8 Standort | Helene Bilski, geb. Jakob wurde am 26. November 1883 in Kempen (polnisch Kępno) im Landkreis Kempen in Posen geboren. Helene war mit Wolf Bilski verheiratet und wohnte mit ihm in Bad Freienwalde. Das Ehepaar wurde gezwungen nach Berlin in die Kommandantenstraße 8 in Berlin-Mitte umziehen. Auf der Deportationsliste ist Michaelkirchstraße 27 in Berlin-Mitte als Wohnadresse genannt. Als Familienmitglied von Wolf Bilski wurde sie im Rahmen der „Gemeindeaktion“ am 20. Oktober 1942 für den 22. Osttransport nach Riga (Welle 35) ausgewählt und musste sich am 24. Oktober in der Sammelstelle für Deportationen in der Synagoge Levetzowstraße einfinden. Am 26. Oktober 1942 wurde Helene mit der Transportnummer 492 im 22. Osttransport vom Güterbahnhof Berlin-Moabit zum Bahnhof Šķirotava in Riga mit Ankunft 29. Oktober 1942 deportiert. Alle Insassen des Berliner Zuges wurden unmittelbar nach der Ankunft in Riga am 29.10.1942 im Wald von Rumbula und im Wald von Biķerniek durch Erschießung an Gruben ermordet. |
| | | Karl-Marx-Straße 27 Standort   | Ingeborg Karger |
| weitere Bilder \| | HIER WOHNTE ELSA LEWIN GEB. HANN JG. 1923 DEPORTIERT 1941 RIGA ERMORDET 30.11.1941                                                                    | Königstraße 46 Standort        | Elsa Lewin geb. Hann, wurde am 06. Juli 1893 in Breslau (polnisch Wrocław) geboren. Sie wurde gezwungen nach Berlin Bln-NO 55 in die Metzerstrasse 20 in Berlin-Prenzlauer Berg umziehen. Elsa wurde am 27. November 1941 vom Bahnhof Berlin-Grunewald Gleis 17 zum Bahnhof Šķirotava Riga, Lettland deportiert. Unmittelbar nach Ankunft am 30. November 1941 wurde Gerda in Riga mit allen Deportierten des Zuges („Rigaer Blutsonntag“) im Massaker von Rumbula ermordet. |
| weitere Bilder \| | HIER WOHNTE GERDA LEWIN JG. 1923 DEPORTIERT 1941 RIGA ERMORDET                                                                                        | Königstraße 46 Standort        | Gerda Lewin wurde am 20. Dezember 1923 in Bad Freienwalde a. d. O. in Brandenburg als Tochter von Gerda Lewin geboren. Sie wurde gezwungen nach Berlin Bln-NO 55 in die Metzerstrasse 20 in Berlin-Mitte umziehen. Gerda wurde am 27. November 1941 vom Bahnhof Berlin-Grunewald Gleis 17 mit zur kleinen Bahnstation Rumbula in Riga in Lettland deportiert. Am 30. November 1941 wurde Gerda in Riga ermordet. |
| Bild gesucht Der Benutzer Cookroach ( Diskussion ) wünscht sich an dieser Stelle ein Bild vom Ort mit diesen Koordinaten 52.787361111111 14.030055555556 . Motiv: Stolperstein für Max Keilson Falls du dabei helfen möchtest, erklärt die Anleitung , wie das geht. BW  | Hier wohnte Max Keilson Jg. 1875 Umzug Berlin 1932 Flucht 1938 Holland interniert Westerbork deportiert 1943 Auschwitz ermordet 19.11.1943            | Uchtenhagenstraße 1 Standort   | Max Keilson (1875–1943) |
| Bild gesucht Der Benutzer Cookroach ( Diskussion ) wünscht sich an dieser Stelle ein Bild vom Ort mit diesen Koordinaten 52.787361111111 14.030055555556 . Motiv: Stolperstein für Else Keilson Falls du dabei helfen möchtest, erklärt die Anleitung , wie das geht. BW | Hier wohnte Else Keilson geb.Buttermilch Jg. 1878 Umzug Berlin 1932 Flucht 1938 Holland interniert Westerbork deportiert 1943 Auschwitz ermordet 1943 | Uchtenhagenstraße 1 Standort   | Else Keilson, geb.Buttermilch (1878–1943) |
| | | Wasserstraße 9 Standort        | Erwin Brückmann |
| | | Wasserstraße 9 Standort        | Else Brückmann |

## Verlegung
- 25. Oktober 2010[23]: Gesundbrunnenstraße 8 & Königstraße 46
- 22. Mai 2022[24]: Karl-Marx-Straße 27, Uchtenhagenstraße 1 & Wasserstraße 9